# Unión Deportiva Paiosaco
La Unión Deportiva Paiosaco-Hierros Añón es un equipo de fútbol español de la parroquia gallega de Lestón, en el municipio de Laracha, provincia de La Coruña. Fue fundado en 1961 y juega en la temporada 2023-24 en el Grupo I de la Tercera Federación.

## Estadio
El equipo juega sus partidos como local en el campo municipal de fútbol A Porta Santa.

## Datos del club
- Temporadas en 1.ª: 0
- Temporadas en 2.ª: 0
- Temporadas en 3.ª: 0
- Temporadas en 4.ª: 0
- Temporadas en 5.ª: 2
- Temporadas en 6.ª: 4

### Últimas temporadas
| Temp.   | Nivel | Categoría      | Puesto               |
| ------- | ----- | -------------- | -------------------- |
| 2010/11 | 7     | 2.ª Autonómica | 5.º                  |
| 2011/12 | 7     | 2.ª Autonómica | 9.º                  |
| 2012/13 | 7     | 2.ª Autonómica | 1.º                  |
| 2013/14 | 6     | 1.ª Autonómica | 3.º                  |
| 2014/15 | 6     | 1.ª Autonómica | 1.º                  |
| 2015/16 | 5     | Preferente     | 6.º                  |
| 2016/17 | 5     | Preferente     | 5.º                  |
| 2017/18 | 5     | Preferente     | 2.º                  |
| 2018/19 | 4     | 3.ª            | 15.º                 |
| 2019/20 | 4     | 3.ª            | 20.º                 |
| 2020/21 | 4     | 3.ª            | 12° (grupo descenso) |
| 2021/22 | 6     | Preferente     | 2.º (grupo ascenso)  |
| 2022/23 | 5     | 3.ªFederación  | 10.º                 |